# ブローオフバルブ
ブローオフバルブ(英: Blowoff valve, BOV)とは、ターボチャージャー付き内燃機関において、ターボチャージャーのコンプレッサとスロットルバルブに発生する圧力を解放するバルブである。コンプレッサーバイパスバルブ(英: compressor bypass valve)やダイバーター（ディバーター）バルブ(英: diverter valve)と呼ばれることもある。

## 概要

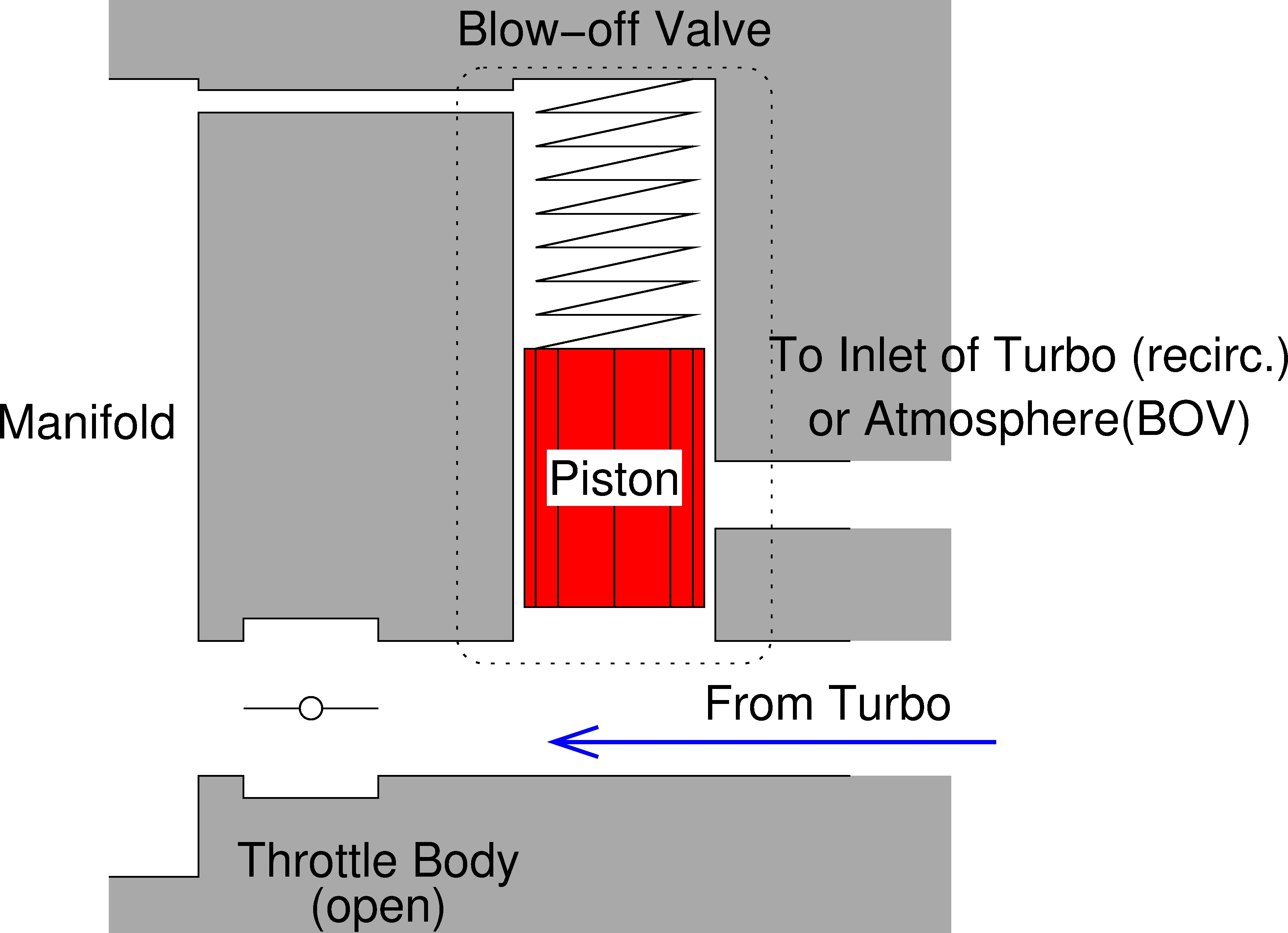
スロットルバルブが開いた状態。ブローオフバルブは閉じている。

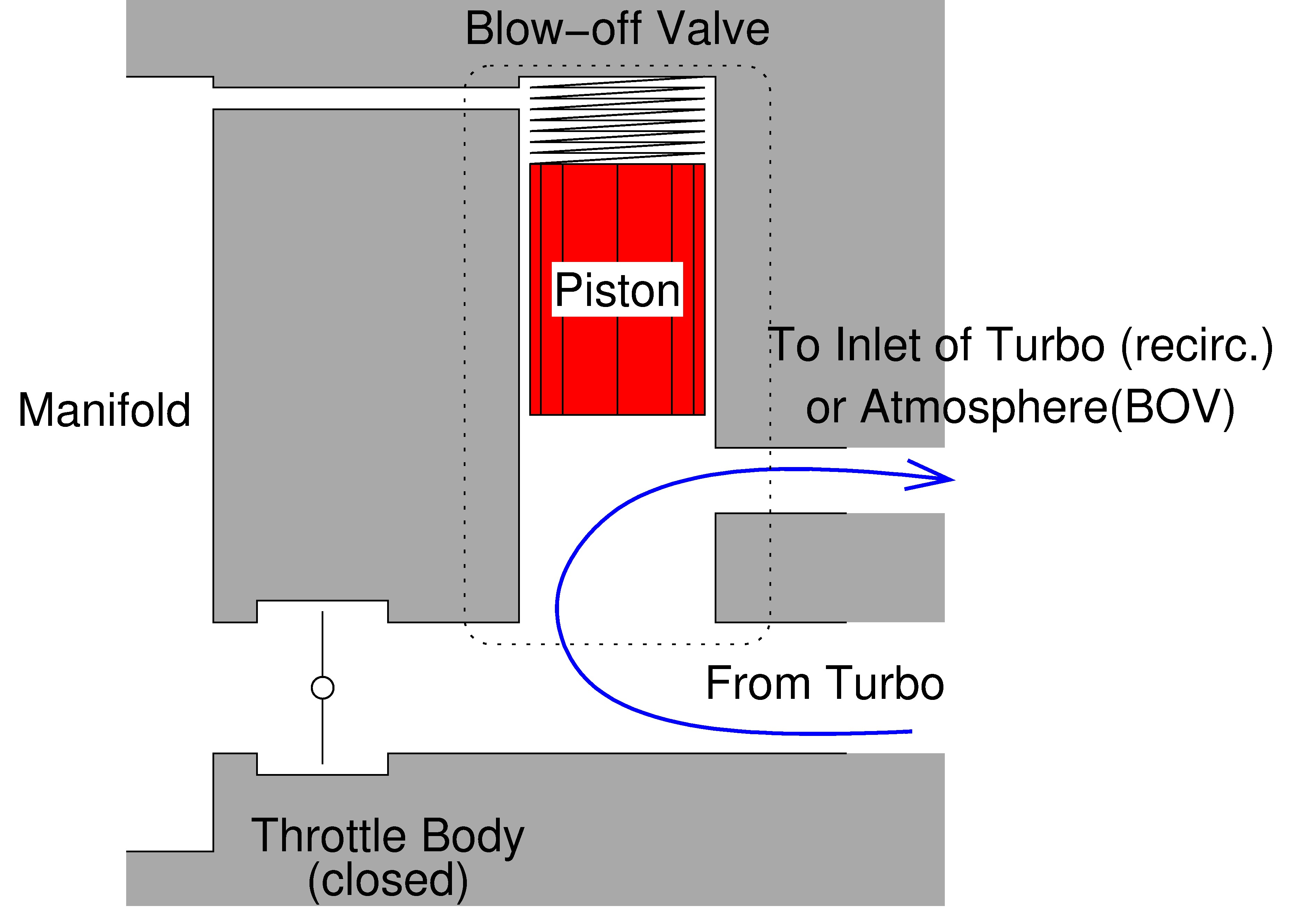
スロットルバルブを閉じるとブローオフバルブが開き、余剰過給圧を解放する。

ブローオフバルブは、スロットルが閉じられた際にコンプレッサとスロットルバルブ間の余剰圧力を解放することで、スロットルレスポンスの悪化やコンプレッサブレードの負荷の原因となるコンプレッササージングを防ぐ。予混合燃焼機関ではスロットルバルブでエンジンの出力を調節し、特に自動車などの用途ではスロットルを急速に閉じる頻度が高い。ターボチャージャー付のエンジンでは急速にスロットルを閉じてもターボチャージャーは慣性によって高速回転を続けるため、ターボチャージャーで圧縮された空気がスロットルに遮られて行き場を失う。圧縮された空気はコンプレッサーの回転を阻害する方向に圧力を与えてコンプレッサブレードに大きな荷重がかかり、回転速度が低下して再加速時にスロットルレスポンスの悪化を招く。ブローオフバルブはターボチャージャーを搭載したガソリンエンジンに特有の欠点を改善する装置である。また、過給圧が設計された許容範囲を超えた場合に圧力を解放してエンジンやターボチャージャーを保護する機能も持つ。
ターボチャージャーを通過した吸入空気には排気再循環による排ガス成分が含まれていて、多くの国や地域では法規により排ガス成分を大気に解放しないよう定められているため、一般に販売される車種ではブローオフバルブで解放された空気はコンプレッサーの手前の吸気管に還流する配管をとっている。このことからリサーキュレーションバルブ(英: recirculation valve)やサクションリターンシステム(英: suction return system)とも呼ばれる。一方で社外パーツとして販売されているブローオフバルブには吸入空気を再循環させずに大気解放するものもある。
ブローオフバルブの基本構造はダイアフラムバルブであり、通常時はスプリングによってバルブが閉じられている。アクチュエーターチャンバーは電磁弁を介してインテークマニホールドに接続され、スロットルが閉じられると電磁弁が開いてインテークマニホールドの負圧が作用してバルブを開く。また、過給圧がある一定以上になるとスプリングがバルブを閉じる荷重を上回り、バルブが開かれる。電磁弁の開閉はECUによって制御され、バルブを閉じるスプリングレートはエンジンの許容最大過給圧に達すると作動するように設定されている。ディーゼルエンジンを除きほとんどのガソリンエンジンのターボ車に標準装備されているが、稀に純正の状態では付いていない車種が存在する。

## 社外品の弊害
乗用車では純正の環流式ブローオフバルブをサードパーティー製の大気開放型ブローオフバルブに換装する例があるが、このときターボチャージャーの手前にエアフロメーターを装備している車種では空燃比の再調整が必要となる場合もある。エンジンコントロールユニット(ECU)はエアフロメーターで検出された吸入空気の体積を基に適切な空燃比となるように燃料噴射量を計算し、点火タイミングを制御するが、一部が系外に放出されることで、実際にインテークマニホールドに送られる空気が検出された空気量より少なくなり、結果として適正量よりも多く燃料が噴射される。

## ポップオフバルブ
ターボチャージャーを搭載したF1やインディカー、チャンプカー(CART, CCWS)では、過剰な過給圧を解放する機能のみを持つポップオフバルブ(英: PopOff-Valve, POV)と呼ばれる機構が採用されていた。
F1の場合には1987年から導入され、同年の作動圧力は4.0bar、翌1988年には2.5barとされてターボエンジンの過給圧を規制していた。しかし国際自動車スポーツ連盟（FISA）から供給されたPOVは製造誤差により作動する圧力のばらつきがあり、導入当初は「最初から開きっぱなし」なものもあったほか、まともなものでも「4barまで持たず、3.6 - 3.7barぐらいでバルブが開く」状態だった。あまりの酷さに、ホンダでは一時独自にPOVを製造することを検討したほどである。ただし当時のF1においてまともに4barの過給圧を使えたのはホンダぐらいであったため、マクラーレン（当時はTAGポルシェユーザー）などは「うちには問題は出ていない」としてホンダの主張を否定するなど、POVの存在自体がレースの駆け引きの一つとなった。シーズン途中よりFISA供給のPOVが改良され「一応3.8 - 3.9barぐらいまでは持つ」ようになったため、多少状況は改善されたが、それでも完全に問題が解決することはなかった。F1では1988年を最後に一旦ターボエンジンが全面禁止されたため、POVは姿を消した。
インディカーでは1982年の中途よりPOVが採用された。1982年当時のインディカーは1970年代中盤より採用が広まったターボエンジンの熟成が進んでおり、F1で禁止されて以降も引き続き採用され続けたウイングカーのシャーシと相まって、インディアナポリスの予選単独走行で時速220マイル毎時(約350km/h)を越える速度域に到達していたが、同年5月の1982年のインディ500予選にてゴードン・スマイリー、続く9月のプロビミ・ベール・トニー・ベッテナウゼン200（ミルウォーキー・マイル、現・ABCサプライ・ウィスコンシン250））にてジム・ヒックマン (ドライバー)が相次いで事故死する悲劇を招いており、事態を重く見たUSACは速度抑制策の一環として簡素な構造でエンジン出力を抑制できるPOVの導入を決定、最高速度域は200マイル毎時(約320km/h)に落ち着いた。この後インディカーは1987年までは自然吸気エンジンのNASCARに最高速度域で並ばれる状況が続いたが、より安全性の高いカーボン・モノコック・シャーシの普及と共に再び最高速度は増加に転じていった。この時期のインディカーのドライバーはヘルメットにポップオフバルブ・チューブと呼ばれる管を取り付けていた。これはPOVの作動音をドライバーが直接聞き取るための伝声管でもあった。オーバルトラックでの全開走行中、特にターンの中途で不意にPOVが作動した場合出力特性が急激に変化してマシンが挙動を乱す恐れがあるため、ドライバーはPOVの作動音を聞くことでその兆候を把握する必要があった。1996年、インディカーはCARTと分裂し、2012年までは自然吸気エンジンが使用されたため、ポップオフバルブは1996年のインディ500を最後に使用されなくなった。
一方のチャンプカーでは、1996年の分裂以降2008年に競技カテゴリーが無くなるまでターボエンジンとともにPOVが引き続き採用された。ただ2001年のCARTシーズンでは、第7戦よりCART主催者が導入した新型POVについてトヨタのみが事前に情報を入手していた（というより開発そのものを委託されていた）ことから、ホンダ、フォードが反発しイベントの一部ボイコットに踏み切るなど、POVが混乱を招く要因となった。ホンダは2000年のCARTシーズンにおいてプレナム・チャンバー（サージタンク）の開発に失敗して、何度かプレナムが破裂するエンジンブローを起こしており、プレナムの改良を進める過程でインテークの全長を3インチ伸ばすという解決策を編み出した。この改良によりPOVの作動タイミングをずらす効果が生まれ、他のメーカーに比べて約75馬力の出力向上の恩恵を得ることになった。このある種の不正を行っている情報を入手したTRDチーフ・エンジニアのリー・ホワイトは、POVに3/4インチのスペーサーを取り付ける「改良策」をCARTに提示した。これはホンダのアドバンテージを事実上無にするに等しい「改良」であり、ホンダはフォード・コスワースを巻き込む形でCARTに激しく抗議するもCARTの裁定はトヨタ有利に進んだため、ホンダは翌2002年のCARTシーズンを最後にインディカーへ転向する。2003年にはトヨタもインディカーへ転向し、CARTは衰退の一途を辿った。ESPN.comの記者、ジョン・オレオヴィクズは「ターボ・ゲート」と呼ばれた一連の騒動にCART主催側が主体的な立場で裁定を下せなかったことも要因となって、F1に匹敵する程のエンジン費用の高騰とチャンプカーのシリーズとしての基盤の弱体化を招き、ひいてはインディカーに対する最終的な敗北を喫することになったと結論づけており、2012年にターボエンジンの再導入を決定したインディカーはこのCARTの失敗を踏まえて過給圧は統一されたECUで制御する構造とし、POVを再び採用することはなかったとしている。

## スーパーチャージャーのリリーフバルブ
機械式過給機（スーパーチャージャー）の場合はリリーフバルブ(英: relief valve)が搭載され、過剰な過給圧を開放する。純正でスーパーチャージャーを搭載する車種の多くはスロットルバルブの後にスーパーチャージャーが置かれ、リリーフバルブはスーパーチャージャーとエンジンの間の圧力を解放する。解放された空気はスーパーチャージャーの手前に戻されるのが通常である。

## ラムエアインテークのリリーフバルブ
スーパースポーツなどの高性能オートバイには、高速走行時に走行風を効率的に取り込むラムエアインテークが用いられている。高速走行時に走行風圧を利用してエアクリーナーボックスへ取り込む空気の抵抗を抑制するが、スロットル操作の仕方によってはエアクリーナーボックス内に不規則な吸気脈動を発生する場合がある。吸気脈動によってエンジン出力の過渡特性において不安定性を招きやすくスムーズなドライバビリティを損なう要素となる場合があるため、車種によってはエアクリーナーボックスにかかる余剰圧力を解放するバルブが取り付けられることがある。